# 실뱅 마르보
실뱅 마르보(Sylvain Marveaux, 1986년 4월 15일 ~ )는 프랑스의 축구 선수이다. 포지션은 미드필더이다.